# 8 Decembermonument
Het 8 Decembermonument is een monument in Amsterdam-Centrum.
Het monument werd op 8 december 1992 onthuld bij de tiende herdenking van de Decembermoorden van 8 december 1982 op Fort Zeelandia in Suriname. Het bestaat uit een plaquette aangebracht in/aan de zuidelijke zijgevel van de Mozes en Aäronkerk aan het Mr. Visserplein.
De zwarte plaquette vermeldt de tekst:
Ter nagedachtenis van de slachtoffers 
van de Decembermoorden 
Paramaribo, 8 en 9 december 1982
John Baboeram 
Bram Behr
Cyrill Daal
Kenneth Gonçalves 
Eddy Hoost 
André Kamperveen
Gerard Leckie 
Sugrim Oemrawsingh 
Leslie Rahman
Soerinder Rambocus 
Harold Riedewald 
Jiwan Sheombar 
Jozef Slagveer 
Robby Sohansingh 
Frank Wijngaarde 
Gemarteld en doodgeschoten door
het militair regime
Zij stonden voor Suriname
en voor democratie
Slechts in gerechtigheid berusten
Het monument werd op 8 december 1992 onthuld door Liesbeth Venetiaan-Vanenburg, echtgenote van president Ronald Venetiaan, die rond die tijd een bezoek bracht aan het Museum van Volkenkunde in Rotterdam, dat een tentoonstelling had georganiseerd over de cultuur in Suriname. Die dag werd in de Mozes en Aäronkerk tevens een herdenkingsdienst gehouden, waarbij naast enkele betrokken politici onder andere nabestaanden Rita Rahman en Romeo Hoost (leden van het comité voor verkrijgen van het monument) aanwezig waren.
Op Fort Zeelandia zelf bevindt zich sinds 9 december 2009 het nationaal monument Bastion Veere – 8 december 1982.